# Т-групи
Т-групата или Тренинг групата е форма на групово социалнопсихологическо обучение, в която участниците (обикновено между 8 и 15 души) учат за себе си и за процесите, протичащи в малките социални групи, посредством общуването по между си. Използвайки обратната връзка, решаването на проблеми и ролевите игри /като методи/, участниците достигат до прозрения и нови разбирания за себе си, другите и социалните групи.
Началото на интереса към идеята за общуването като среща между двама души, лице в лице, е поставен от психолога Джейкъб Морено във Виена през 1914 – 15 г., в неговата книга „Покана за среща“ (Einladung zu Einer Begegnung) и по-късно се развива в разработения от него психотерапевтичен метод – психодрама.
Към средата на 40-те години на XX век тренинг групата е въведена в практиката от ученика на Морено Курт Левин и неговите колеги като метод за изучаване на човешкото поведение.
През 1947 г. Офисът за морски изследвания и Асоциацията за национално образование на САЩ създават Института за национални тренинг лаборатории в Бетел, Мейн. Именно там за първи път се формират т-групи (тренинг групи).
Възникнала като изследователски метод, целящ промяна в стандартите, нагласите и поведението на индивидите, по-късно т-групите се превръщат в образователна и терапевтична практика за хора, които не са подложени на психиатрично лечение.
Срещите в т-групата нямат строго определена програма за протичане, структура или точно поставена цел.
Под ръководството на треньор (групов референт, фасилитатор, водещ на групата) участниците са насърчавани да споделят емоционални реакции (като гняв, страх, симпатия, завист), които се появяват в отговор на действията и изказванията на техните партньори в групата. Ударението се поставя върху споделянето на емоциите, в противоположност на осъждането и стигането до заключения. По този начин участниците в т-групата могат да разберат как техните думи или действия отключват емоционални реакции у хората, с които общуват.
Видовете тренинг групи варират от малки общности, фокусирани върху вътрешногруповата динамика, до такива, които са подчертано ориентирани към развитие на себепознанието и междуличностната комуникация. През 60-те и 70-те години на XX век в САЩ т-групите намират широко приложение в социалния живот и стават предшественици на популярните днес форми на социалнопсихологически тренинги като тиймбилдинги и други корпоративни инициативи.